# Râul Rituria
Râul Rituria este un curs de apă, afluent al râului Someșul Mare. 